# Косгеи, Самюэль
Самюэль Киплимо Косгеи (англ. Samuel Kiplimo Kosgei; 20 января 1986 — 26 мая 2023, Капсабет, Рифт-Валли) — кенийский и американский бегун на длинные дистанции. Экс-обладатель высшего мирового достижения на дистанции 25 километров по шоссе — 1:11:50. Серебряный призёр Берлинского полумарафона 2009 года.

#### 2007 год
Одним из первых международных соревнований Самюэля стал полумарафон в Аутер-Бэнксе в 2007 году, где он финишировал первым с результатом 1:02:34. 

#### 2008 год
В 2008 году занял 6-е место на 10-километровом пробеге World's Best 10K. 

#### 2009 год
На Берлинском марафоне 2009 года выступал в роли пейсмейкера. Он вместе с Джоном Калесом поддерживал высокий темп бега для Хайле Гебреселассие, который хотел установить мировой рекорд. Однако после того как Калес сошёл на 30-м километре, а Косгеи на 32-м километре, темп бега стал падать и Гебреселассие не смог установить мировой рекорд, хотя он и стал победителем с результатом 2:06.08.

#### 2010 год
Занял 9-е место на Лиссабонском полумарафоне в 2010 году, показав результат 1:01.57, где победителем стал Зерсенай Тадесе, который установил мировой рекорд.
В апреле 2013 года стал медиком армии США.
В 2015 году выиграл Кошицкий марафон с результатом 2:07:07.
7 ноября 2021 года выиграл Барселонский марафон и установил личный рекорд — 2:06:03.